# Clifford Bay
Koordinaten: 41° 41′ S, 174° 11′ O

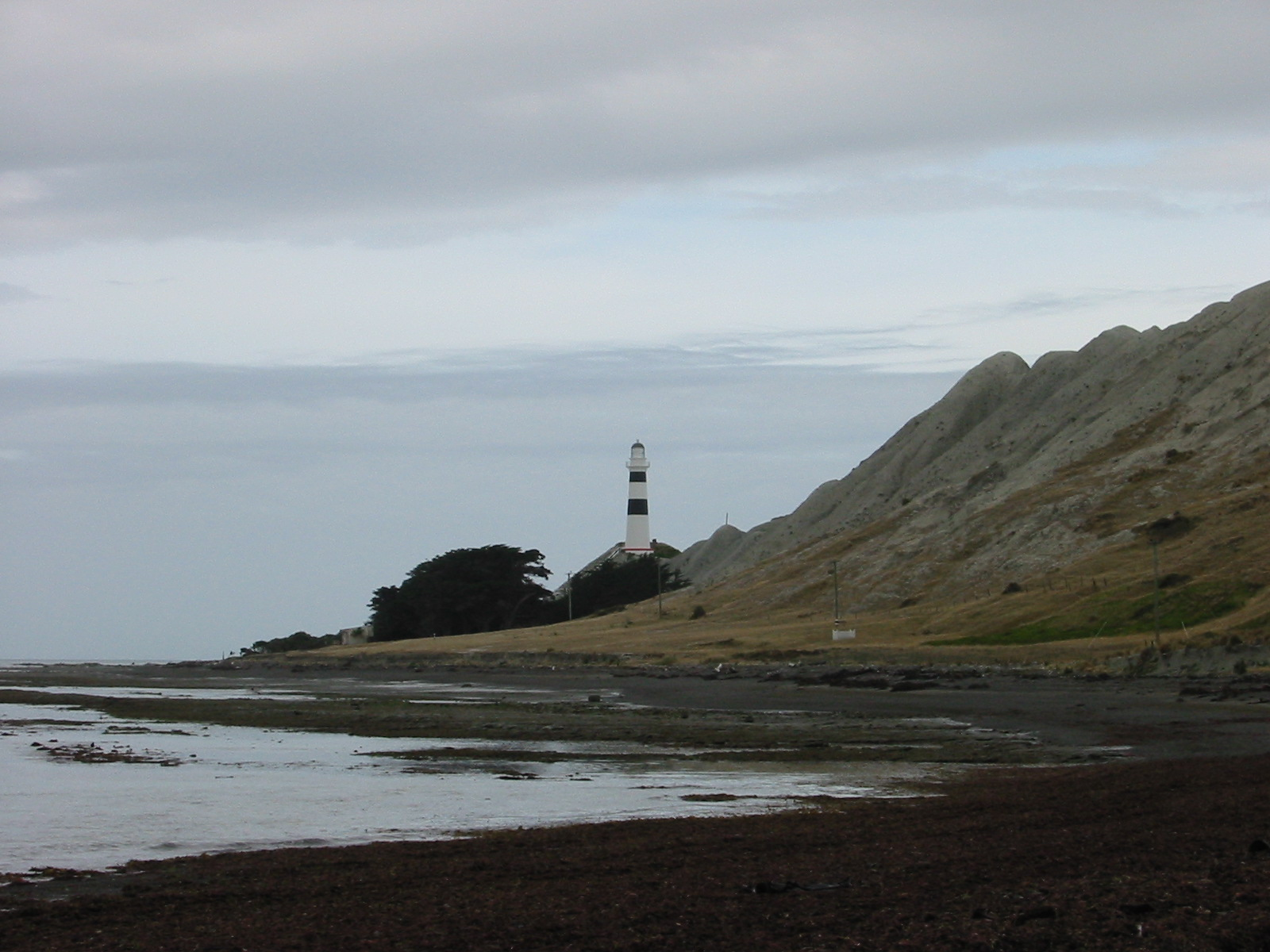
Cape Campbell

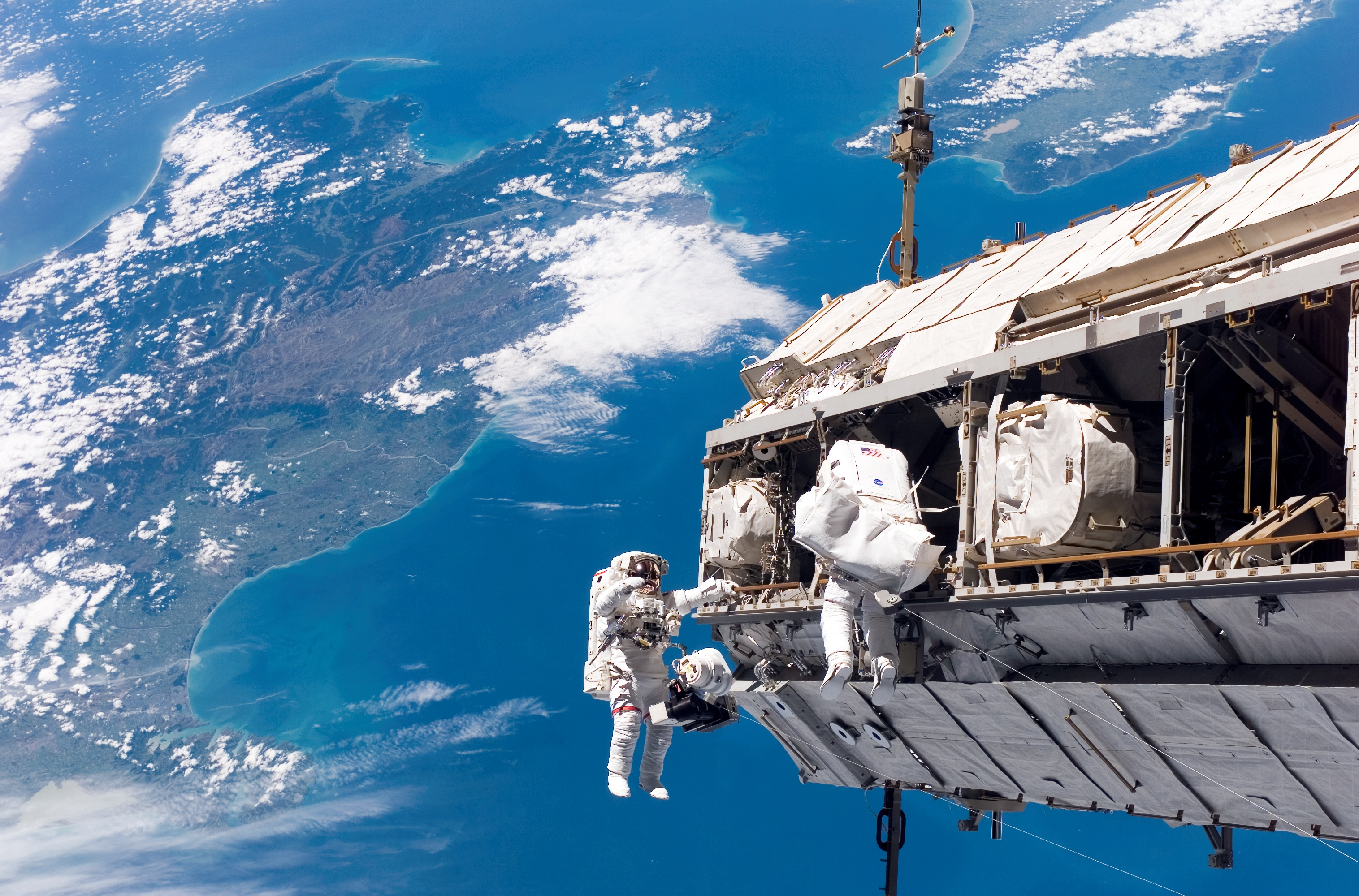
Blick aus dem Weltall auf die Region um die Clifford Bay von STS 116 aus, Dezember 2006

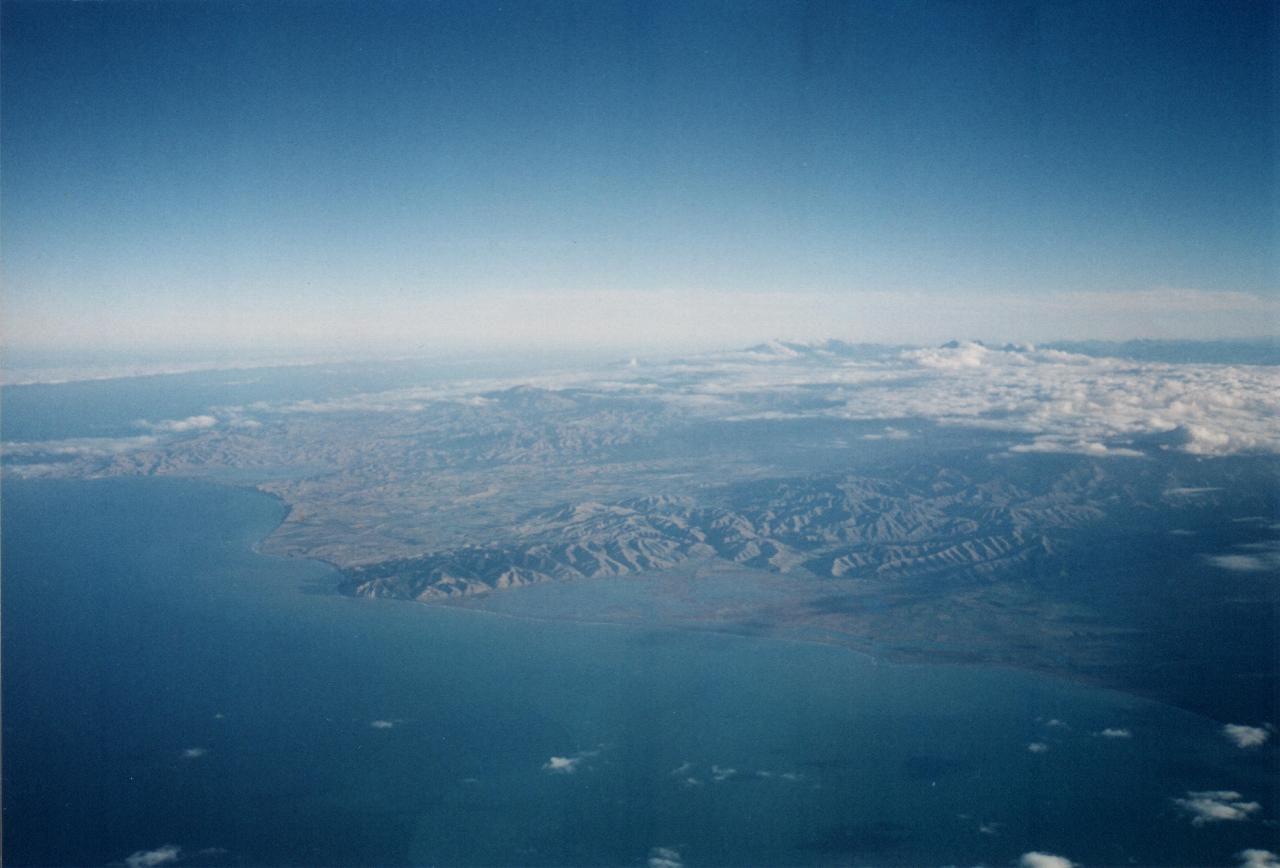
Luftbild, Cape Campbell liegt ganz im Westen, möglicherweise außerhalb des Bildes. Diese Aufnahme der Südinsel zeigt außerdem von rechts nach links die Te Koko-o-Kupe / Cloudy Bay, die Mündung des Wairau River, die White Bluffs (die auf die See zulaufende Bergkette), das Tal des Awatere River und die Clifford Bay sowie Lake Grassmere/Kapara Te Hau.

Die Clifford Bay ist eine Bucht im Nordosten der Südinsel Neuseelands in der Region Marlborough. Sie erstreckt sich zwischen den White Cliffs im Norden, die sie von der Te Koko-o-Kupe / Cloudy Bay trennen und Cape Campbell im Süden, einem der drei östlichsten Punkte der Südinsel. Nahe dem Südende der Bucht liegt der Lake Grassmere/Kapara Te Hau mit seinen Salinen.
Der New Zealand State Highway 1 verläuft in etwa 5 km Entfernung westlich der Bucht und passiert hier den Ort Seddon. Kleinere Orte in der Nähe der Bucht sind Hauewai, Lake Grassmere und Otuwhero River.
Die Flüsse Otuwhero River und Awatere River münden in die nördliche Hälfte der Bucht.